# Le Vagin tout neuf de M. Garrison
 (juillet 2024).
Le Vagin tout neuf de M. Garrison (Mr. Garrison's Fancy New Vagina en version originale) est le premier épisode de la neuvième saison de la série animée South Park, ainsi que le 126e épisode de l'émission.

## Résumé
M. Garrison est à la clinique pour se faire changer de sexe. Pendant ce temps, un match de basket-ball auquel Kyle participe se déroule à Denver mais Kyle n'arrive pas à jouer parce que, d'après l'entraîneur, « les juifs ne peuvent pas jouer au basket ». Kyle est déprimé et subit une fois de plus les railleries de Cartman. Pendant ce temps, M. Garrison (devenu entretemps Mme Garrison) va au magasin acheter des tampons et annoncer à toute la ville qu'il est devenu « une femme maintenant ». Aux toilettes, Mme Garrison dégoûte tout le monde à cause de son côté « mec » qui s'est maintenu malgré son opération. Un instant plus tard, elle explique aux enfants qu'on a transformé son pénis en vagin, et repart toute contente. Le soir, Kyle raconte le changement de sexe de M. Garrison à ses parents ; à cette occasion, Sheila Broflovski lui explique que certaines personnes ne sont pas « à l'extérieur » ce qu'elles ressentent être « à l'intérieur ». Intéressé, Kyle va à l'hôpital demander au docteur de le « blackifier » afin de pouvoir jouer au basket aussi bien qu'un jeune afro-américain, et le soir, il demande à ses parents de payer l'opération. M. Broflovski, très vexé, décide de « botter le cul à ce docteur ». Finalement, il se laisse convaincre par ce dernier qui lui promet de le faire devenir ce qu'il voulait, et revient chez lui en tant que dauphin. Il décide alors de laisser Kyle devenir noir. Pendant ce temps, Mme Garrison ayant découvert qu'elle ne peut avoir de règles ni être enceinte, va voir le docteur pour qu'il lui rende son aspect d'avant. Celui-ci lui explique qu'il a déjà utilisé les tissus de ses parties génitales pour faire une nageoire de dauphin (sur M. Broflovski) ainsi que des genoux (sur Kyle). Furieuse, Mme Garrison va voir les enfants qui lui apprennent que Kyle est à Denver pour faire du basketball. Paniqué, le docteur, leur annonce que les couilles qui servent de genoux à Kyle vont exploser si celui-ci marque un panier. Mme Garrison, le docteur et les enfants arrivent au match tandis que Kyle s'empare du ballon, marque et s'explose les genoux. Finalement, Mme Garrison reste une femme et annonce que tout le monde peut continuer à lui « bourrer sa chatte ».